# Belgische militaire begraafplaats van Westvleteren
De Belgische militaire begraafplaats van Westvleteren is een militaire begraafplaats met gesneuvelde Belgische soldaten uit de Eerste Wereldoorlog, gelegen in het Belgisch dorp Westvleteren. Deze Belgische militaire begraafplaats ligt aan de zuidoostelijke rand van het dorp. Er liggen 1.208 gesneuvelden, waaronder 33 niet geïdentificeerde. De begraafplaats heeft een rechthoekig grondplan met een oppervlakte van ruim 6.000 m². De grafstenen staan in rijen rug aan rug. De meeste grafstenen zijn officiële Belgische, al staan er nog 14 heldenhuldezerken. Achteraan bevindt zich een vlaggenstok met de Belgische vlag en centraal links bevindt zich een calvarie.

## Geschiedenis
Het dorp Westvleteren lag tijdens de oorlog in geallieerd gebied, zo'n acht kilometer ten westen van het front dat aan de Ieperlee lag. De Fransen begroeven hier in het najaar van 1914 gesneuvelden uit de sector Boezinge. Tijdens de oorlog werden gewonden onder meer geëvacueerd via Westvleteren, dat in het rustkantonnement van de sector Fort Knokke-Drie Grachten lag. Naast de begraafplaats stond de meisjesschool van Westvleteren, waar de Belgen in 1915 een medische post installeerden. De volgende jaren werd de begraafplaats met verschillende perken uitgebreid, tot het eind van de oorlog. Daarna werden hier nog verschillende graven verzameld uit de frontstreek ten westen van de weg Ieper-Diksmuide, waaronder 135 gesneuvelden die op het kerkhof van Westvleteren lagen. De Franse gesneuvelden werd na de oorlog gerepatrieerd en ook verschillende Belgische gesneuvelden werden in hun thuisdorp herbegraven.
Het Ministerie van Landsverdediging kocht het terrein in 1923 en de volgende jaren werden de officiële Belgische grafstenen ingevoerd. Oorspronkelijke lagen hier ook Renaat De Rudder, de Gebroeders Van Raemdonck en Amé Fiévez begraven, voor zij in 1932 naar de crypte van de IJzertoren werden overgeplaatst. Op 27 augustus 1922 trok de derde IJzerbedevaart naar Westvleteren, naar het graf van Renaat De Rudder. In 1968 werd de begraafplaats met nog eens 123 graven uitgebreid toen de Belgische militaire begraafplaats van Reninge werd ontruimd.
Op de begraafplaats rust ook een Britse gesneuvelde (kanonnier L. Kennedy) die in de registers van de Commonwealth War Graves Commission onder Westvleteren Belgian Military Cemetery genoteerd staat.
De begraafplaats werd in 2008 als monument beschermd..